# Commonwealth Games 2018/Tischtennis
Bei den Commonwealth Games 2018 in Gold Coast, Australien, fanden im Tischtennis neun Wettbewerbe statt. Austragungsort waren die Oxenford Studios.
Erfolgreichste Nation war Indien, das dreimal Gold, zweimal Silber und dreimal Bronze gewann, knapp vor Singapur, welches ebenfalls drei Gold- und zwei Silbermedaillen, aber nur eine Bronzemedaillen gewann. England sicherte sich je zweimal Gold, Silber und Bronze.

## Männer

### Einzel
| Platz | Land | Sportler        |
| ----- | ---- | --------------- |
| 1     | SIN  | Gao Ning        |
| 2     | NGR  | Quadri Aruna    |
| 3     | IND  | Sharath Achanta |

Finale:
15. April 2018

### Doppel
| Platz | Land | Sportler                              |
| ----- | ---- | ------------------------------------- |
| 1     | ENG  | Paul Drinkhall Liam Pitchford         |
| 2     | IND  | Sharath Achanta Sathiyan Gnanasekaran |
| 3     | IND  | Harmeet Desai Sanil Shankar Shetty    |

Finale:
14. April 2018

### Mannschaft
| Platz | Land | Sportler                                                                         |
| ----- | ---- | -------------------------------------------------------------------------------- |
| 1     | IND  | Sharath Achanta Anthony Amalraj Harmeet Desai Sanil Shetty Sathiyan Gnanasekaran |
| 2     | NGR  | Bode Abiodun Quadri Aruna Azeez Jamiu Olajide Omotayo Segun Toriola              |
| 3     | ENG  | Paul Drinkhall Liam Pitchford David McBeath Sam Walker                           |

Finale:
9. April 2018

## Frauen

### Einzel
| Platz | Land | Sportlerin   |
| ----- | ---- | ------------ |
| 1     | IND  | Manika Batra |
| 2     | SIN  | Yu Mengyu    |
| 3     | SIN  | Feng Tianwei |

Finale:
14. April 2018

### Doppel
| Platz | Land | Sportlerinnen          |
| ----- | ---- | ---------------------- |
| 1     | SIN  | Feng Tianwei Yu Mengyu |
| 2     | IND  | Manika Batra Mouma Das |
| 3     | MAS  | Ho Ying Karen Lyne     |

Finale:
13. April 2018

### Mannschaft
| Platz | Land | Sportlerinnen                                                                 |
| ----- | ---- | ----------------------------------------------------------------------------- |
| 1     | IND  | Manika Batra Mouma Das Sutirtha Mukherjee Madhurika Patkar Pooja Sahasrabudhe |
| 2     | SIN  | Feng Tianwei Zhang Wanling Lin Ye Yu Mengyu Zhou Yihan                        |
| 3     | ENG  | Tin-Tin Ho Denise Payet Kelly Sibley Maria Tsaptsinos                         |

Finale:
8. April 2018

## Mixed

### Doppel
| Platz | Land | Sportler                           |
| ----- | ---- | ---------------------------------- |
| 1     | SIN  | Gao Ning Yu Mengyu                 |
| 2     | ENG  | Tin-Tin Ho Liam Pitchford          |
| 3     | IND  | Sathiyan Gnanasekaran Manika Batra |

Finale:
15. April 2018

## Para

### Einzel Männer TT6-10
| Platz | Land | Sportler      |
| ----- | ---- | ------------- |
| 1     | ENG  | Ross Wilson   |
| 2     | ENG  | Kim Daybell   |
| 3     | WAL  | Joshua Stacey |

Finale:
14. April 2018

### Einzel Frauen TT6-10
| Platz | Land | Sportlerin       |
| ----- | ---- | ---------------- |
| 1     | AUS  | Melissa Tapper   |
| 2     | NGR  | Faith Obazuaye   |
| 3     | AUS  | Andrea McDonnell |

Finale:
14. April 2018

## Medaillenspiegel
| Platz | Land       | Gold | Silber | Bronze | Gesamt |
| ----- | ---------- | ---- | ------ | ------ | ------ |
| 1     | Indien     | 3    | 2      | 3      | 8      |
| 2     | Singapur   | 3    | 2      | 1      | 6      |
| 3     | England    | 2    | 2      | 2      | 6      |
| 4     | Australien | 1    | —      | 1      | 2      |
| 5     | Nigeria    | —    | 3      | —      | 3      |
| 6     | Malaysia   | —    | —      | 1      | 1      |
| 6     | Wales      | —    | —      | 1      | 1      |